# 4562 Poleungkuk
4562 Poleungkuk је астероид главног астероидног појаса. Приближан пречник астероида је 15,36 ,
а средња удаљеност астероида од Сунца износи 2,472 астрономских јединица (АЈ).
Инклинација (нагиб) орбите у односу на раван еклиптике је 3,420 степени, а орбитални период износи 1419,632 дана (3,886 године). Ексцентрицитет орбите астероида износи 0,141.
Апсолутна магнитуда астероида износи 13,00 а геометријски албедо 0,047.
Астероид је откривен 21. октобра 1979. године.